# Мещеряков, Василий Дмитриевич
Васи́лий Дми́триевич Мещеряко́в (6 августа 1921, Хоненево, Пензенская губерния — 7 марта 1994, Пенза) — советский военнослужащий, старшина, участник Великой Отечественной войны, пулемётчик 218-го гвардейского стрелкового полка, гвардии сержант — на момент последнего представления к награждению орденом Славы.

## Биография
Родился 6 августа 1921 года в селе Хоненево (ныне — Мокшанского района Пензенской области). В 1931 году семья попала под раскулачивание и была выслана из села. Окончил 7 классов, работал слесарем.
В 1940 году был призван в Красную Армию. На фронте в Великую Отечественную войну — с июля 1941 года. К лету 1944 года воевал пулемётчиком в 218-м гвардейском стрелковом полку 77-й гвардейской стрелковой дивизии. Особо отличился в боях на территории Польши и Германии.
1-4 августа 1944 года при расширении плацдарма на левом берегу реки Висла у населённого пункта Дольна пулемётчик гвардии младший сержант Мещеряков метким огнём отразил шесть вражеских контратак, уничтожил около пятнадцати противников. 3 августа в бою спас жизнь командиру взвода.
Приказом от 8 августа 1944 года гвардии младший сержант Мещеряков Василий Дмитриевич награждён орденом Славы III степени.
17 апреля 1945 года при прорыве обороны противника на левом берегу реки Одер ворвался в населённый пункт Мальнов, установил в окне здания пулемёт и прикрыл огнём продвижение нашей пехоты. В этом бою уничтожил две огневые точки и до двадцати противников. Был представлен к награждению орденом Славы II степени.
27 апреля 1945 года в бою севернее города Франкфурт-на-Одере гвардии сержант Мещеряков из пулемёта рассеял до взвода вражеской пехоты, содействовал захвату в плен двух офицеров.
Приказом от 1 июня 1945 года гвардии сержант Мещеряков Василий Дмитриевич награждён орденом Славы II степени.
Приказом от 8 июня 1945 года гвардии сержант Мещеряков Василий Дмитриевич награждён орденом Славы II степени повторно.
В 1946 году гвардии старшина Мещеряков был демобилизован. Вернулся на родину.
Указом Президиума Верховного Совета СССР от 26 декабря 1967 года в порядке перенаграждения Мещеряков Василий Дмитриевич награждён орденом Славы I степени. Стал полным кавалером ордена Славы.
Жил в городе Пензе. Работал слесарем в научно-исследовательском институте. Скончался 7 марта 1994 года.
Награждён орденами Отечественной войны 1-й степени, Красной Звезды, полный кавалер ордена Славы, медалями, в том числе медалью «За отвагу».